# Cell Research
Ne doit pas être confondu avec Experimental Cell Research.
Cell Research est une revue scientifique mensuelle à comité de lecture, couvrant la biologie cellulaire. Elle est publiée par le Nature Publishing Group au nom de l'Institut de sciences biologiques de Shanghai (Académie chinoise des sciences) et est affiliée à la Société chinoise de biologie cellulaire. Elle a été créée en 1990. Le rédacteur en chef est Gang Pei (Institut de sciences biologiques de Shanghai) et le rédacteur en chef adjoint est Dangsheng Li (Institut de sciences biologiques de Shanghai). Selon le Journal Citation Reports, la revue a un facteur d'impact de 15,606 en 2016.

## Indexation
La revue est résumée et indexée dans:
- Index Medicus/MEDLINE/PubMed
- Science Citation Index
- Current Contents/Life Sciences
- Chemical Abstracts
- BIOSIS Previews
- VINITI Database RAS